# 薩爾特達爾
薩爾特達爾（挪威語：Saltdal）是挪威諾爾蘭郡的一個市镇，行政中心为龙南村。市镇面积为2,216.18平方公里，2023年人口数量为4,650人。